# Four Ladies
Four Ladies (coreano: 포엘, 4L) foi um girl group sul-coreano formado em 2014.

## História

### Pré-estréia
B2M Entertainemt revelou a primeira prévia do videoclipe de Move no dia 28 de julho trazendo um monte de atenção, devido ao casal de lésbicas temático do videoclipe. Depois de lançar dois teasers mais provocativas, polêmicas e desperta a empresa respondeu "Nossa estratégia é mostrar-primas sensualidade. Os teasers são apenas a ponta do iceberg".

### 2014: Estreia comMove
O grupo lançou o videoclipe para Move em 1º de agosto e anunciou que seu primeiro álbum seria lançado no dia 4 do mesmo mês.
Em 14 de setembro, elas iniciaram a promoção da canção no Inkigayo com uma nova coreografia, pois a original era muito sensual e apelativa, então assim a coreografia teve sua mudança. A canção foi promovida principalmente em universidades

### 2015-2016: Saída de Yeseul e fim do grupo
No fim de 2015, Yeseul revela que saiu do grupo pela extrema exposição, após um tempo ela teve sua estreia como cantora solo com o single "Maybe I Love U" com Ziantmusic and Ogan Entertainment. Em junho de 2016, Jayong anunciou em seu Instagram que ela e J-Na estariam re-debutando com um duo chamado J.Young. Em razão disso, o website do grupo foi retirado e foi anunciado o fim do grupo.

## Ex-integrantes
- Chany (em coreano:  차니), nascida Park Chan Hee (em coreano:  박찬희) em 21 de fevereiro de 1985 (40 anos).
- J-Na (em coreano:  제이나), nascida Jeon Jin Hwa (em coreano:  정진화) em 1 de setembro de 1988 (36 anos).
- Yeseul (em coreano:  예슬), nascida Kang Ye Won (em coreano:  강예원) em 6 de março de 1989 (36 anos).
- Jayoung (em coreano:  자영), nascida Yoo Ja Young (em coreano:  유자영) em 20 de junho de 1990 (34 anos).

## Discografia

### Singles
- 2014: "Move"

## Filmografia

### Videoclipes
| Ano  | Titulo | Duração |
| ---- | ------ | ------- |
| 2014 | Move   | 4:06    |